# Pasilobus insignis
Pasilobus insignis är en spindelart som beskrevs av O. Pickard-Cambridge 1908. Pasilobus insignis ingår i släktet Pasilobus och familjen hjulspindlar. Inga underarter finns listade i Catalogue of Life.